# Milašiaus ir Puzarauskinės miškai
Milašiaus ir Puzarauskinės miškai este o arie protejată (arie specială de conservare — SAC, sit de importanță comunitară — SCI) din Lituania întinsă pe o suprafață de 659,74 ha, integral pe uscat.

## Localizare
Centrul sitului Milašiaus ir Puzarauskinės miškai este situat la coordonatele 55°13′45″N 26°29′22″E / 55.2293°N 26.4895°E.

## Înființare
Situl Milašiaus ir Puzarauskinės miškai a fost declarat sit de importanță comunitară în august 2016 pentru a proteja 1 specie de plante. Situl a fost protejat și ca arie specială de conservare în august 2020.

## Biodiversitate
Situată în ecoregiunea boreală, aria protejată conține 6 habitate naturale: Fânețe de joasă altitudine (Alopecurus pratensis, Sanguisorba officinalis), Pajiști din zone de pădure fino-scandinave, Taiga vestică, Păduri fino-scandinave bogate în ierburi cu Picea abies, Păduri caducifoliate de mlaștină fino-scandinave, Mlaștini împădurite.
La baza desemnării sitului se află o specie protejată de  plante: turiță (Agrimonia pilosa).